# Эффен, Юстус ван

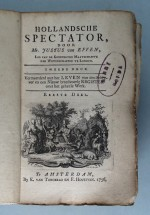
«De Hollandsche Spectator» («Голландский Наблюдатель»)

Юстус ван Эффен (нидерл. Justus van Effen; 21 февраля 1684, Утрехт — 18 сентября 1735, Хертогенбос, Северный Брабант) — голландский писатель

, переводчик и журналист. Писал, в основном, на французском языке, внёс большой вклад в развитие нидерландской литературы.

## Биография
Около 1699 года начал учиться в Утрехтском университете, но из-за ранней смерти отца был вынужден оставить учёбу и заняться частным репетитором, взяв на себя содержание матери и сестры. Завёл знакомства среди французских эмигрантов, в 1713 г. начал литературную деятельность, редактировал французский журнал. С 1715 по 1727 год работал секретарём в посольстве Нидерландов в Лондоне, где стал членом Лондонского Королевского общества.
Будучи журналистом, побывав в Англии, стал издавать на родине журнал «Мизантроп» (1711—1712), широко читаемый, именуемый «первым моралистическим периодическим изданием на континенте», «Le Bagatelle» (1718—1719), с 1731 г. издавал на подобие общественно-политического и сатирического английского журнала «Наблюдатель» на голландском языке альманах «De Hollandsche Spectator» («Голландский Наблюдатель»).
Получил международную известность, как автор французских периодических изданий и переводчик с английского на французский, признан одним из самых видных нидерландских писателей XVIII века и влиятельной фигурой Эпохи Просвещения в Голландии.
Переводил произведения Свифта, «Робинзон Крузо» Дефо и др.
Умер от рака желудка.